# Lia Rumantscha
La Lia Rumantscha (LR) è l'organizzazione svizzera che raggruppa tutte le associazioni socio-culturali romance; il suo scopo è quello di promuovere e conservare la lingua e la cultura romance. Ha sede a Coira, presso la Chasa Rumantscha.

## Scopi e finalità
La Lia Rumantscha è stata fondata a Coira, nel Cantone dei Grigioni, nel 1919 come organizzazione di riferimento per tutte le associazioni linguistiche e culturali romance. Giuridicamente è un'associazione (artt. 60 e seguenti del Codice civile svizzero), è finanziata con contributi sia cantonali che federali e si considera un istituto di pubblica utilità che si professa neutrale dal punto di vista politico e religioso. Avendo ricevuto il mandato di impiegare i finanziamenti ricevuti per la promozione della lingua e della cultura romance, adempie ad una funzione di diritto pubblico.
La Lia Rumantscha sostiene, promuove e coordina le attività delle associazioni regionali romance. Si incarica di mantenere e promuovere la lingua romancia in famiglia, a scuola, in chiesa e nella vita pubblica, e rappresenta gli interessi della Svizzera romancia in diversi settori sia all'interno che all'esterno dei propri confini. L'obiettivo fondamentale è quello che tutti i Romanci utilizzino la propria lingua e la trasmettano alle generazioni future.
La Lia Rumantscha offre testi in lingua romancia, opera traduzioni e costituisce un punto di contatto per corsi nei cinque idiomi retoromanci (puter, vallader, sursilvan, sutsilvan e surmiran) e nella lingua standard Rumantsch Grischun.

## Associazioni affiliate
- Uniun dals Grischs (UdG); fondata nel 1904, opera in Engadina, Val Monastero e Bergün
- Uniun Rumantscha Grischun Central (URGC); sorta nel 2006 dalla fusione tra l'Uniun Rumantscha da Surmeir e la Renania Sutselva, è attiva nella Val Sursette e nel Sutselva
- Surselva Romontscha (SR); nata nel 2006 dalla fusione tra la Romania e la Renania Surselva, agisce nel Surselva
- Giuventetgna Rumantscha (GiuRu); fondata nel 1991, pubblica la rivista giovanile Punts
- Uniun per la Litteratura Rumantscha (ULR)
- SRG SSR Svizra Rumantscha (SRG.R)
- Societad Retorumantscha (SSR); è l'associazione linguistica romancia più antica, essendo nata nel 1885; è titolare dell'Istituto del Dicziunari Rumantsch Grischun con sede a Coira e cura la pubblicazione dell'omonimo dizionario (DRG)
- Uniun da las Rumantschas e dals Rumantschs en la Bassa (URB); affiliata alla Lia Rumantscha dal 1991, è il riferimento per la popolazione romancia che vive al di fuori dei territori retoromanci
- Quarta Lingua (QL); fondata a Zurigo nel 1972 ed affiliata all Lia Rumantscha dal 2003, raduna i simpatizzanti della lingua e della cultura romance

### Associazioni precedentemente affiliate
- Renania; fondata nel 1922, operava nelle zone protestanti del Surselva e del Sutselva
- Romania; nata nel 1896, era presente nelle aree cattoliche del Surselva
- Uniun Rumantscha da Surmeir (URS); fondata nel 1921, agiva nelle valli del Sursette e dell'Albula

## Settori

### Attività generali
Con il settore "Attività generali" la Lia Rumantscha intende sensibilizzare la popolazione che risiede nelle regioni romance ed al di fuori di esse per il valore della lingua e della cultura romance. Inoltre vuole esortare i romanci ad adoperarsi per la loro lingua e cultura e per la convivenza attiva tra le differenti regioni linguistiche all'interno dei Grigioni. Si occupa di coordinare attività e programmi con le varie associazioni regionali.

### Linguistica applicata
Il settore "Linguistica applicata" si adopera per promuovere la lingua scritta e orale; sviluppa nuove terminologia e progetti linguistici in favore del romancio, opera traduzioni e letture, nonché fornisce supporto nel campo linguistico sia nei cinque idiomi che nel rumantsch grischun.

### Formazione
Il settore "Formazione" dà supporto a tutti coloro che hanno a che fare con questioni di formazione in qualsiasi ambito, dalla scuola dell'infanzia fino alla formazione per adulti. Il fulcro principale è il bi- e plurilinguismo nell'educazione. La Lia Rumantscha vuole sviluppare una forte identità romancia, ma anche promuovere un adeguato rispetto e comprensione verso gli altri gruppi linguistici. Accompagna lo sviluppo della scuola, elabora idee e concetti, dà impulso per procurare le premesse adeguate e necessarie per la scuola romancia, promuove l'integrazione linguistica e sociale degli immigrati e sostiene i contatti interculturali.

### Arte e cultura
Insieme ad altri soggetti, la Lia Rumantscha offre un programma culturale per tutte le zone romance. Il settore "Arte e cultura" si occupa inoltre dei valori propri della lingua e della cultura romance che hanno influenza sull'identità romancia, di pubblicazioni per bambini e di attività di consulenza culturale. La Lia Rumantscha dà consulenze per l'organizzazione di attività culturali su richieste di progettazione, contenuto, organizzazione o finanziamento, nonché opera da intermediario per contatti e incarichi culturali. La Lia Rumantscha ha trattato circa 1200 canzoni e 1800 opere teatrali che mette a disposizione su richiesta.